# بیشپینگن
بیشپینگن (به آلمانی: Bispingen) یک شهر در آلمان است که در هایدکرایس واقع شده‌است.